# IC 1555
IC 1555 ist eine Spiralgalaxie mit ausgedehnten Sternentstehungsgebieten vom Hubble-Typ Scd im Sternbild Bildhauer am Südsternhimmel. Sie ist schätzungsweise 70 Millionen Lichtjahre von der Milchstraße entfernt und hat einen Durchmesser von etwa 25.000 Lj.
Gemeinsam mit NGC 115, NGC 131, NGC 134, NGC 148, IC 1554 und PGC 2044 bildet sie die NGC 134-Gruppe.
Das Objekt wurde am 22. Mai 1889 vom US-amerikanischen Astronomen Lewis Swift entdeckt.